# Adónisz

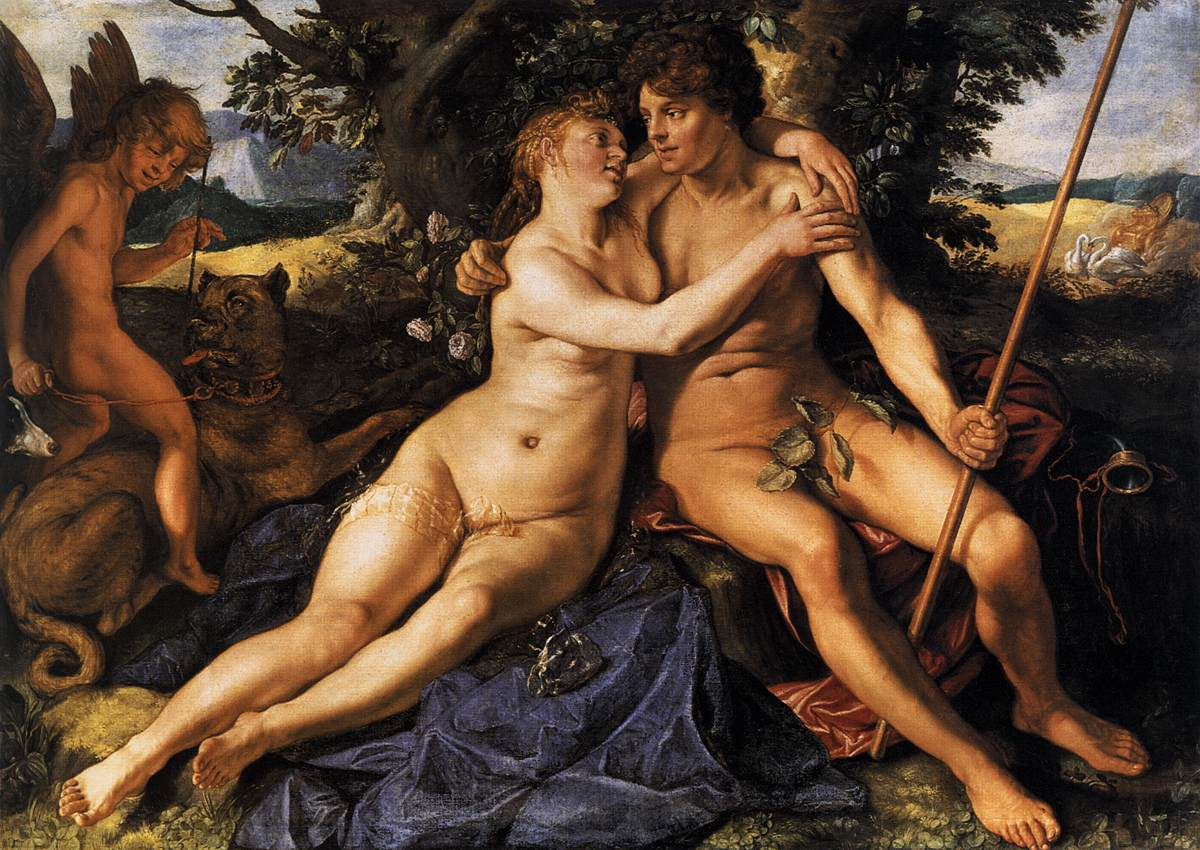
Hendrik Goltzius: Vénusz és Adónisz, 1614, Alte Pinakothek

Adónisz, Adonis görög mitológiai alak, a közel-keleti (szíriai és föníciai), meghaló és feltámadó isten görögösített alakja, aki az ősszel meghaló és tavasszal újjászülető természetet testesíti meg (mint Tammúz, Ozirisz és más istenalakok). Neve a sumer Dumuzi akkád változatából, a Tammúz névalakból származik, amely viszont a sémi adon (= úr, uram) szó alapja is.

## A mitológiában

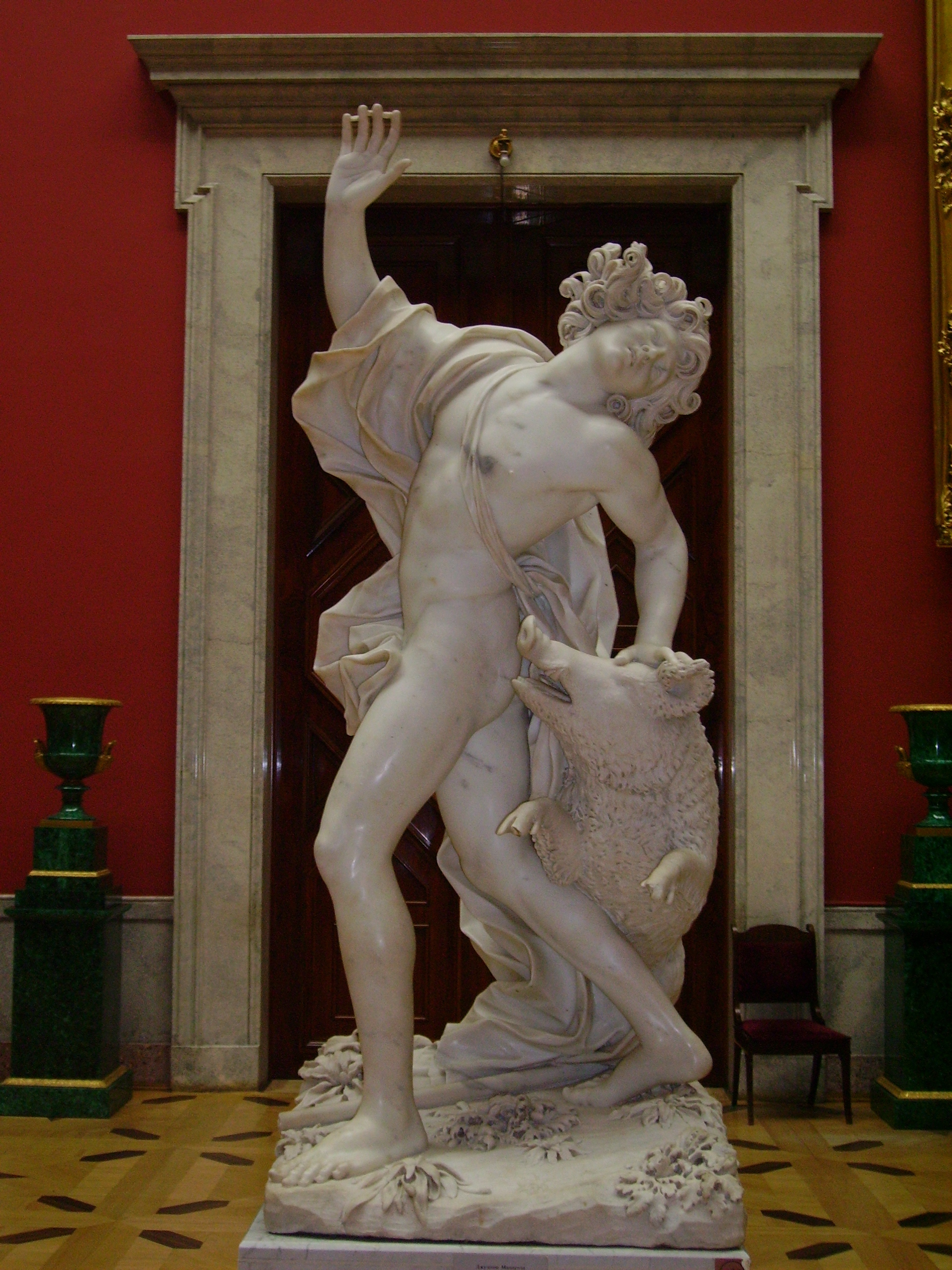
Adónisz halála, Giuseppe Mazzuoli szobra

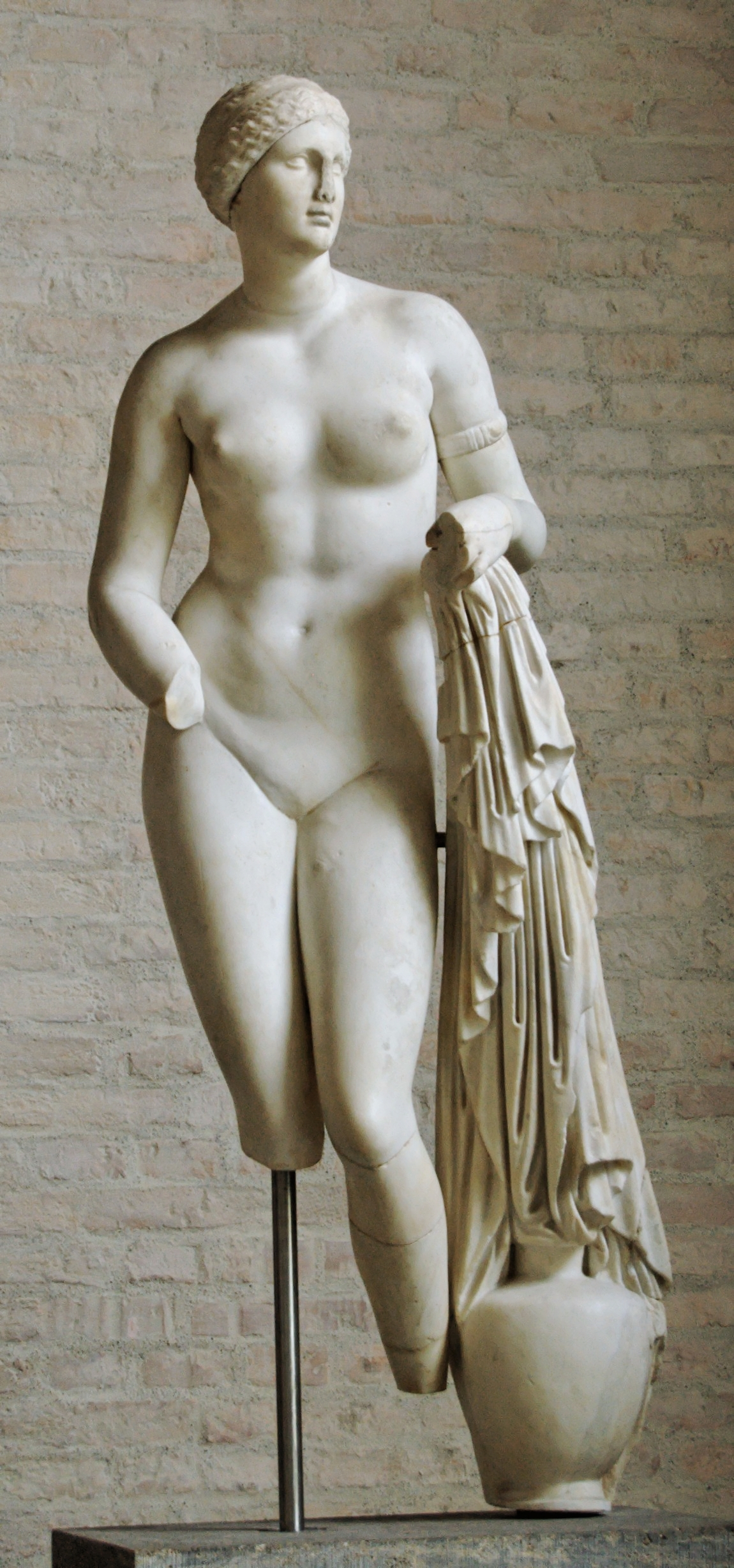
Aphrodité istennő, aki beleszeretett a vadász és pásztor Adóniszba

Halandó ifjú volt, akinek származását a görög mitológia különféle forrásai többféle alakban adják meg. Egyesek szerint Kinürasz ciprusi király és leánya, Mürrha vérfertőző kapcsolatából született. Pauszaniasz szerint ugyancsak vérfertőző kapcsolatból született, de ő apjaként Theiászt, az asszürok királyát nevezi meg, miszerint ő tudtán kívül nemzette a gyermeket Szmürna nevű lányával. Apollodórosz merőben más álláspontot képviselt: szerinte Adónisz Kinürasz és Metharmé fia volt.
Csodálatos szépsége miatt Aphrodité (a föníciai Astarté) beleszeretett a vadász és pásztor Adóniszba, és vele vadászgatott. A történet egyik változata szerint Aphrodité féltékeny kedvese, Arész ezért vadkanná változott, és a libanoni Afka-forrás mellett megölte Adóniszt. A mítosz egy másik változata szerint a vadkan Apollón volt, aki fia, Erümanthosz megvakítása miatt állt bosszút az istennő szeretőjén. Adónisz lelke az Alvilágba szállt, kiontott véréből pedig kökörcsinek nőttek. Aphrodité utánament az Alvilágba, hogy felhozza onnan, de Perszephoné, aki szintén beleszeretett, nem akarta fölengedni. Az istennők vitáját Zeusz döntötte el úgy, hogy Adónisz minden év egyharmadát Aphroditével töltse a föld színén, egyharmadában az alvilágban éljen Perszephonéval, a fennmaradó harmaddal pedig maga rendelkezzen. Adónisz később ezt a szabad harmadot is Aphroditének engedte át. 
Az Adónia ünnepét ehhez a mítoszhoz kötötték, és főleg az asszonyok ülték meg nagy áhítattal. Megsiratták a holtat és ujjongva fogadták a megtalált élőt: már ókori magyarázók számára kézenfekvő volt itt a természet őszi halálára és tavaszi újjászületésére gondolni. Kultusza igen népszerű volt az i.e. 5. századi Athénban, de tisztelték Kis-Ázsiában, Egyiptomban és Rómában is.

## Tisztelete
Adonisz tisztelete az i. e. 7. századtól mutatható ki; egyik legkorábbi fennmaradt említése Szapphó egyik verstöredékében olvasható. Ovidius például „Átváltozások” című munkájában írja le Venus és Adónisz szerelmét, az epizódba beillesztve Atalanta történetét is. A halott Adónisz siratásáról szól Bión egy költeménye. Bión költeménye szerint vörös rózsák sarjadtak Aphrodité könnyeiből, amelyeket a halott ifjú felett hullatott. Alexandriában szeptemberben tartották az Adónisznak szentelt ünnepségeket; ezekről szól Theokritosz egyik idillje. Ugyanebben az időben az etruszkoknál egy Atuni nevű istent tiszteltek, aki Turan társa volt. Turan Aphrodité megfelelője és a lüd Turannuval azonos – ez időben az egész Mediterráneumban hasonló istenségek kultusza terjedt Itáliától Görögországon és Kisázsián át a Közel-Keletig.
William Shakespeare „Venus és Adonis" című költeményében az ifjú Adónisz makacsul kitér az istennő szerelme elől, és végül valósággal belemenekül a végzetes vadkanvadászatba. A tragikus vég ellenére a mű több helyen is Shakespeare vígjátékait idézi. 
Egy hellenisztikus szobor római másolatán kívül Adónisznak főleg újkori ábrázolásai ismeretesek, mivel mai, közkeletű szóhasználatában a férfi szépség megtestesítője.

## Adonisz-kertecskék
A természetbeli megújulás és pusztulás jelképei az Adonisz-kertecskék. Agyagedényekbe gyorsan kivirágzó és elhervadó növényeket ültetnek, melyek közé Adonisz parányi képmását helyezik.

## Az adóneus
Adoniszról nevezték el a görög-latin típusú időmértékes verselés egyik kólonját. Az adoniszi kólon (adóneus) képlete: — ∪ ∪ — —.

## A hérics
A botanikában róla kapta tudományos nevét a boglárkafélék családjába tartozó hérics növénynemzetség (Adonis).

## Planetológia
Róla nevezték el a kisbolygók Apolló-csoportjának egyik, 1936-ban fölfedezett tagját (Adonis).